# Ptèria
Ptèria (en llatí Pteria, en grec antic Πτερία) era el nom d'una ciutat i un districte de Capadòcia que només menciona Heròdot. Explica que en aquest districte es va lliurar una gran batalla (la batalla de Ptèria), entre Cir II el Gran de Pèrsia i Cresos de Lídia l'any 547 aC.
Esteve de Bizanci l'anomena Pterium, i esmenta una altra ciutat de nom també Ptèria vora Sinope.